# Kādambari
Kādambari è un'opera letteraria di tema romantico in sanscrito. Fu sostanzialmente composta, nella prima metà del VII secolo, da Bāṇabhaṭṭa che non sopravvisse per vederne il completamento. La storia fu completata da Bhushanabhatta, figlio di Bānabhatta, secondo il piano stabilito dal suo defunto padre. È convenzionalmente divisa in Purvabhaga (prima parte) scritta da Bānabhatta, e Uttarabhaga (ultima parte) scritta da Bhushanabhatta (una tradizione alternativa attribuisce al figlio il nome di Pulindabhatta).
Le edizioni standard del testo originale sanscrito sono di Peterson e Kane. 
Esistono traduzioni in inglese di Kale, Layne e Ridding.
La trama del racconto è stata probabilmente un adattamento della storia del re Sumanas dalla Brihatkatha di Gunadhya (una raccolta congetturale di storie nella lingua estinta Paishachi). Questa storia appare anche nella Kathâsaritsâgara di Bhatta Somadeva (che si suppone sia un riassunto in sanscrito del lavoro di Gunadhya).
Si può plausibilmente affermare che questa opera costituisce uno dei primi romanzi, tenendo dovuto conto delle ambiguità insite una tale classificazione. In realtà, due lingue moderne indiane (Kannada e Marathi) usano il termine kadambari come termine generico per definire una novella o un romanzo.

## Trama
Il romanzo ha una trama molto intricata. La storia si sviluppa attraverso narratori diversi in una successione di cornici nidificate. Diversi personaggi appaiono in nascite multiple. Kadambari (l'eroina del romanzo omonimo) fa la sua apparizione solo dopo la metà dell'opera.